# Bočni mišić
Bočni mišić (lat. musculus iliacus) mišić je zdjelice.
Bočni mišić zajedno s velikim slabinskim mišićem (lat. musculus psoas major) čini bočnoslabinski mišić (lat. musculus iliopsoas). Mišić inervira lat. nervus femoralis.

## Polazište i hvatište
Mišić polazi sa strukture fossa iliaca (os ilium, dio zdjelične kosti) te se hvata za trochanter minor (bedrena kost). Mišić izvodi antefleksiju i lateralnu fleksiju trupa, fleksiju bedrene kosti te vanjsku rotaciju bedrene kosti.